# Рошкани (Хунедоара)
Рошкани (рум. Roșcani) насеље је у Румунији у округу Хунедоара у општини Добра. Oпштина се налази на надморској висини од 203 m.

## Становништво
Према подацима из 2002. године у насељу је живело 472 становника, од којих су сви румунске националности.